# Yann Sommer
Yann Sommer (* 17. prosince 1988 Morges) je švýcarský profesionální fotbalový brankář, který chytá za italský klub FC Inter Milán a za švýcarský národní tým.

## Reprezentační kariéra
Yann Sommer reprezentoval Švýcarsko v mládežnických kategoriích (mj. U21).
Svůj debut za A-mužstvo Švýcarska absolvoval 30. 5. 2012 v přátelském utkání v Lucernu proti reprezentaci Rumunska (prohra 0:1).

Německý trenér Švýcarska Ottmar Hitzfeld jej vzal na Mistrovství světa 2014 v Brazílii.
Představil se na Mistrovství světa 2022, které v listopadu a prosinci toho roku uspořádal Katar. Navzdory problémům s kotníkem byl zahrnut do nominace trenéra Murata Yakına a do úvodního utkání skupiny se stihl dát do pořádku. V něm dne 24. listopadu pomohl vyhrát 1:0 nad Kamerunem a byl následně vyhlášen hráčem utkání. O čtyři dny později čelil v brankovišti fotbalistům Brazílie, v němž nakonec kapituloval v 83. minutě. Po prohře 0:1 se Švýcarsko 2. prosince utkalo o postup ze skupiny se Srbskem a zvítězilo 3:2. Kvůli nemoci musel Sommera nahradit Gregor Kobel. Během osmifinále 6. prosince se vrátil mezi tyče, neodvrátil ovšem porážku 1:6 s Portugalskem a tudíž vyřazení.

## Úspěchy
Individuální
- Švýcarský fotbalista roku – 2021[8]